# Домовитов, Николай Фёдорович
Никола́й Фёдорович Домови́тов (19 декабря 1918; Петроград — 15 июля 1996; Пермь) — советский и российский писатель

-фронтовик, поэт и прозаик. Ветеран Великой Отечественной войны. Член Союза писателей СССР (1959), заслуженный работник культуры Российской Федерации (1994).

## Биография
Николай родился 19 декабря 1918 в Петрограде.
Образование: среднее специальное (машиностроительный техникум), работал в редакции газеты Каспийского пароходства.
Начал увлекаться журналистикой с юношеских лет, писал стихи. Своё первое стихотворение опубликовал в 1937 году, а в 1941 году в городе Баку вышел первый сборник его стихов под названием «Паровоз».
В армию Николая призвали в возрасте 23-х лет. Долгое время Домовитов сражался на Ленинградском фронте, после чего принял участие в Мгинской наступательной операции, во время которой был тяжело ранен и отправлен на лечение в военный госпиталь.
Арестовали в 1943 по обвинению в «контрреволюционной пропаганде» и был приговорен к 10 годам ИТЛ и 5 годам поражения в правах. Освобожден в 1953, работал проходчиком, монтажником на шахтах Донбасса. Реабилитирован, работал корреспондентом газеты «Комсомолец Донбасса».
В 1961 году окончил Литературный институт им. А. М. Горького.
В 1969 году Николай Домовитов переезжает в город Пермь, где и издаёт самые известные свои стихотворные сборники — «Незабудки на бруствере», «Зарничник» и «Свешников родник». Кроме того, Николай Домовитов занимался переводами на русский стихов с немецкого, латышского, азербайджанского и коми-пермяцкого языков.
Ушёл из жизни 15 июля 1996 года в Перми. Похоронен на Южном кладбище Перми.

## Книги
- «Паровоз» (сборник стихов, 1941)
- «Незабудки на бруствере» (сборник)
- «Зарничник» (сборник)
- «Свешников родник» (сборник)
- «Листопад» (сборник стихов и поэм, 1988)
- «Зона» (сборник стихов, 1990)

## Награды
- Орден Отечественной войны II степени
- Заслуженный работник культуры Российской Федерации (17 мая 1994) — за заслуги в области культуры и многолетний добросовестный труд